# Krystaldetektor
En krystaldetektor, krystalensretter eller krystaldiode er en antik elektronisk komponent og ensretterdiode, der består af en tynd fjedrende metaltråd som let rører et mineral af halvledende krystal (sædvanligvis blyglans) med formålet at fungere som en grov punktkontaktdiode. Det krævede noget tålmodighed at finde et egnet sted på krystallet.
Den diodeensrettende effekt på blyglans blev opdaget af den tyske fysiker Karl Ferdinand Braun i 1874 – og videreudviklet af radioforskerne Jagadish Chandra Bose, G. W. Pickard og andre.
Krystaldetektoren blev anvendt som en detektor i de tidlige krystalradioer, fra omkring 1906 og til 2. verdenskrig. Krystaldetektoren gav denne type af radiomodtager sit navn. Krystaldetektoren var den første type af en halvlederdiode – og faktisk den første halvlederkomponent. Krystaldetektoren er forældet og anvendes kun i antikke eller antikke reproduktioner af radioer.
Det karakteristiske for krystaldetektorer er, at de kun har en lille parasitisk kondensatorvirkning over sig – og kan kun tåle en lav strøm gennem sig. Den lille kondensatorvirkning gør dem netop egnet til højfrekvensdetektorer.
Formentlig er eksperimenter med krystaldioder af karborundum (SiC) og en strømkilde årsagen til, at en lysdiodevirkning blev opdaget i 1907 af H.J. Round.
Formentlig er eksperimenter med krystaldioder og en strømkilde årsagen til, at dioder med negativ differentiel modstand blev opdaget bl.a. 1908, 1910 - og bredt offentliggjort omkring 1923 af flere.

Disse "sære" dioder kan med den rette justering og kredsløb få et krystalapparat til at fungere som en superregenerativ modtager, radiosender eller en standard krystalmodtager. Fuldt menneskelavede elektroniske komponenter med negativ differentiel modstand blev lavet/opdaget af Leo Esaki omkring 1957 og hans komponent kaldes en tunneldiode eller esaki-diode.